# Liliana Ronchetti
Liliana Ronchetti (Como, 15 september 1927 - aldaar, 4 februari 1974) was een Italiaanse professionele basketbalspeler. Ze speelde voor verschillende teams in Italië. Ook speelde ze 85 wedstrijden voor Italië. Ze is de zus van Franca Ronchetti die ook basketbalspeelster was.

## Carrière
Ronchetti begon haar loopbaan bij Pool Comense in 1947. Met die club won ze vier keer het landskampioenschap van Italië in 1950, 1951, 1952 en 1953. In 1954 werd ze tweede. Tussen 1955 en 1958 speelde ze voor de Italiaanse clubs Legnano Basket, Autonomi Torino en Olimpia Milano. In 1958 ging ze spelen voor Standa Milano. Met die club werd ze tweede in 1963 om het landskampioenschap van Italië. Ze bleef bij Standa tot 1965. In het seizoen 1965-66 speelde ze voor Zaiss Milano. In 1966 verhuisde ze naar Zwitserland om te spelen voor Ri.Ri Mendrisio. Ze werd met die club landskampioen van Zwitserland in 1967, 1968 en 1969. In 1971 ging ze spelen voor Varese. In 1973 stopte ze met basketbal.
Eén jaar nadat ze gestopt was met basketballen, overleed Lily aan een ongeneeslijke ziekte. In 1975 werd de Women Basketball European Cup Winners' Cup om gedoopt naar de European Cup Liliana Ronchetti. In 1996 ingekort tot Ronchetti Cup.
In 2007 werd ze opgenomen in de FIBA Hall of Fame.

## Erelijst
- Landskampioen Italië: 4
  - Winnaar: 1950, 1951, 1952, 1953
  - Tweede: 1954, 1963
- Landskampioen Zwitserland: 3
  - Winnaar: 1967, 1968, 1969